# نايلاندفيل (تكساس)
نايلاندفيل (بالإنجليزية: Neylandville, Texas)‏ هي بلدة أمريكية تقع في الولايات المتحدة في مقاطعة هنت، تكساس. يقدر عدد سكانها بـ 56 نسمة ومساحتها 0.8 كم2 وترتفع عن سطح البحر 163 متر.